# وسام النجمة الهاشمية
صدرت الإرادة الملكية السامية باستحداث هذا الوسام في 21 آب عام 1972، وهو من أرفع الأوسمة العسكرية، وهو من درجة واحدة فقط، ويمنح هذا الوسام للضباط وضباط الصف والأفراد في القوات المسلحة والأمن العام الذين يقومون بأعمال بطولية فائقة للدفاع عن الوطن. ثم أصبح يمنح تقديراً لأصحاب الخدمة الطويلة ممن أبدوا كل تفانٍ وإخلاص من مدنيين وعسكريين ولكل من يقرر الملك منحه هذا الوسام بموجب نظام الأوسمة الجديد لعام 2015.

## المواصفات
يتكون الوسام من نجمة سباعية الأشعة من المعدن المطعّم بالمينا الأبيض، قطر دائرة النجمة 20 مم. يتوسطها رسم نافر للملك الحسين بن طلال، في إطارٍ ذهبي دائري، تتفرع منه أشعة النجمة، وممهور باسم الحسين بن طلال. تنتهي رؤوس الأشعة بكرات ذهبية قطر كل منها 2 مم. أما النجمة فيعلوها التاج الهاشمي باللون الذهبي مع حلقة من المعدن المطلي بالذهب أبعادها 43 مم × 8 مم للتعليق بالشريط الحامل؛ وهي متموضعة على إطار خارجي دائري، نصفه الأسفل يحمل عبارة «النجمة الهاشمية» مكتوبة بالمينا الأحمر القرمزي ونصفه الأعلى عبارة عن غصني غار ذهبيين
يُعلّق الوسام بشريط حريري من اللون الأحمر القرمزي، قياسه 55×38مم، يثبت من الأعلى بسيف عربي من الذهب.